# Soltaniye (Verwaltungsbezirk)
Soltaniye (persisch شهرستان سلطانیه) ist ein Schahrestan in der Provinz Zandschan im Iran. Er enthält die Stadt Soltaniye, welche die Hauptstadt des Verwaltungsbezirks ist. 

## Demografie
Bei der Volkszählung 2016 betrug die Einwohnerzahl des Schahrestan 29.480. Die Alphabetisierung lag bei 81 Prozent der Bevölkerung. Knapp 26 Prozent der Bevölkerung lebten in urbanen Regionen.
| Zensusjahr | Einwohnerzahl |
| ---------- | ------------- |
| 2011       | 28.592        |
| 2016       | 29.480        |